# ケーシャル・ジャンガ・ラヤマジ

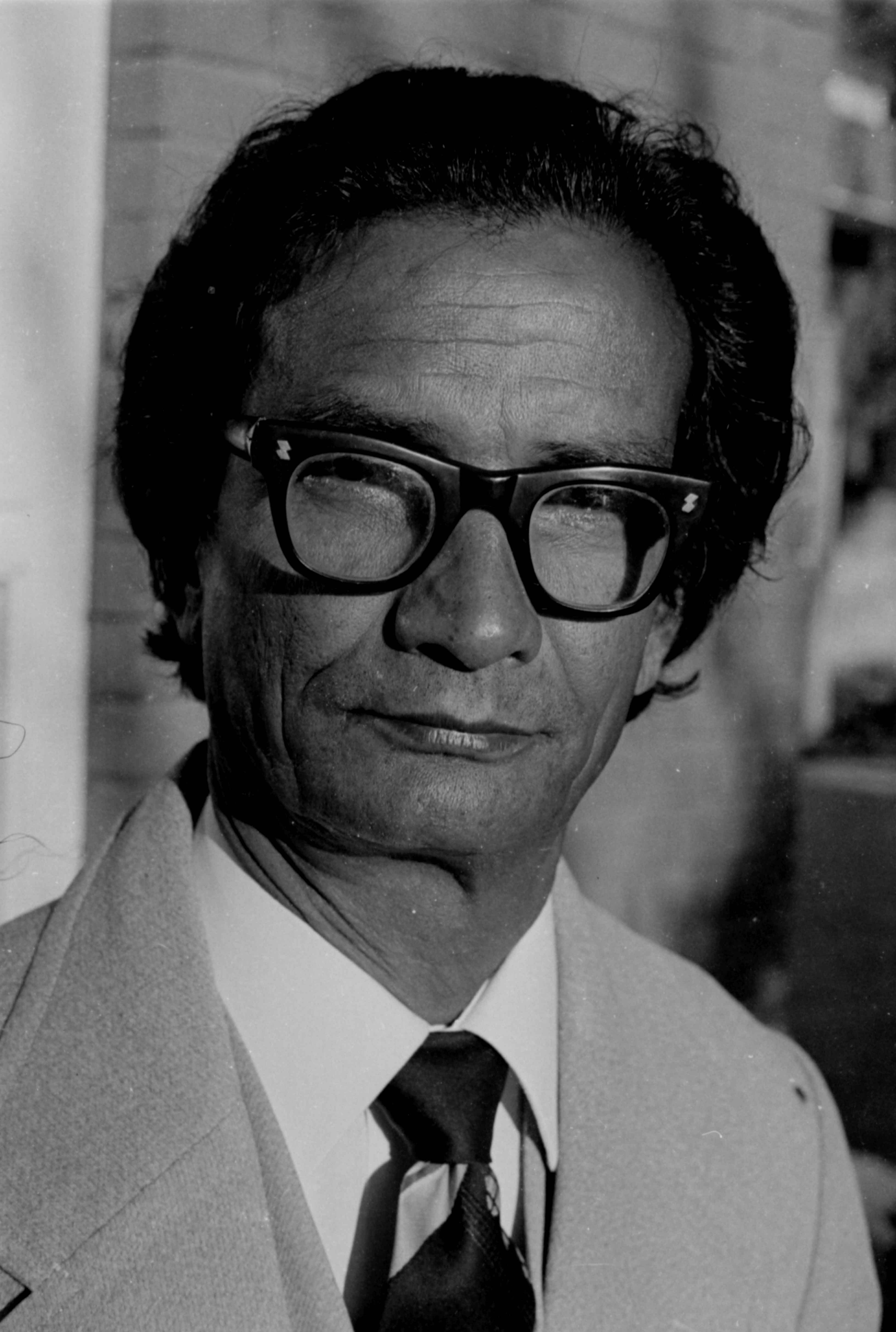
ケーシャル・ジャンガ・ラヤマジ

ケーシャル・ジャンガ・ラヤマジ（Keshar Jung Rayamajhi、1919年 - 2012年12月17日）は、ネパールの政治家。ネパール共産党総書記の地位にありながら、国王のクーデター支持や国王の側近になるなど王党派であり、非常に奇矯な言動の多かった人物。その言動がネパール共産党の分裂を招いた。

## 生涯
1957年、第二回党大会でネパール共産党第3代総書記に就任。
1960年、ラヤマジはマヘンドラ国王のクーデターを支持、インド共産党から批判され、また、党内から反発を受ける。
1961年の政党が禁止され、ネパール共産党が弾圧されるにいたっても、国王の政治に一定の信頼を表明した。そのため路線対立が生じ、インドで中央委員会が一ヶ月も続けられた。
さらに、1964年4月、トゥラシー・ラール・アマーティヤはインドで勝手に党大会を開催して、ラヤマジを除名し、自ら総書記に就任する。ラヤマジは逆にアマーティヤを除名した。これがネパール共産党ラヤマジ派と、ネパール共産党アマーティヤ派への分裂である。これ以後、ネパールの共産主義政党は激しい離合集散を繰り返し、現在に至っている。
ネパール共産党ラヤマジ派は1985年に解散。その後、新党「ジャナタ・ダル」（人民党）を結成し、民主化運動ジャナ・アンドランが成功してからはビレンドラ国王から文部大臣と憲法草案を監督する内閣委員に任ぜられている。
2001年のネパール王族殺害事件の際は枢密院議長に選ばれ、ディペンドラ王太子の即位を発表するも彼が死亡したため、ギャネンドラの戴冠式を支援した。
ギャネンドラの親政を支える王室の側近となったことから、2002年にはネパール共産党統一毛沢東主義派（マオイスト）によって爆弾で暗殺されかける事件が起きている。